# Bill Davis
William F. Davis, detto Bill (3 ottobre 1920 – Harvey, 30 novembre 1975), è stato un cestista statunitense, professionista nella BAA e nella PBLA.